# Hastífusz elleni védőoltás
A hastífusz elleni védőoltás olyan vakcina, amely védelmet nyújt a hastífusz ellen. Két elterjedt típusa létezik: a Ty21a (szájon át beadott élő oltóanyag) és a Vi kapszuláris poliszacharid vakcina (injekció formájában beadott, ellenanyagot tartalmazó készítmény). A konkrét vakcinától függően az oltóanyagok a beadást követő első két évben 30–70%-os védettséget nyújtanak.
Az Egészségügyi Világszervezet (WHO) ajánlása szerint azokban a térségekben, ahol a betegség gyakori, minden gyermeket be kellene oltani. Más helyeken a kockázatnak kitett személyek beoltását javasolja. A betegség elterjedésének megakadályozására egyes esetekben oltókampányokat alkalmaznak. A helyzettől függően egy–hétévente kiegészítő oltások beadása javasolt. 
A jelenlegi vakcinák rendkívül biztonságosak. Az oltás helyén jelentéktelenebb mellékhatások léphetnek fel. Az injekció formájában beadott oltóanyag AIDS-fertőzés esetén is biztonságos, a szájon át beadandó vakcinát pedig akkor lehet alkalmazni, ha nincsenek tünetek. A szájon át beadandó oltóanyag várandósság alatti biztonságossága nem egyértelmű.
A hastífusz elleni első oltóanyagot 1896-ban fejlesztette ki Almroth Edward Wright, Richard Pfeiffer és Wilhelm Kolle. A mellékhatások miatt azóta újabb változatokat alkalmaznak. Az oltóanyag szerepel az Egészségügyi Világszervezet alapvető gyógyszereket tartalmazó listáján, amely az egészségügyi alapellátásban szükséges legfontosabb gyógyszereket sorolja fel.

## Fordítás
- Ez a szócikk részben vagy egészben  a   Typhoid vaccine című angol Wikipédia-szócikk ezen változatának fordításán alapul.  Az eredeti cikk szerkesztőit annak laptörténete sorolja fel. Ez a jelzés csupán a megfogalmazás eredetét és a szerzői jogokat jelzi, nem szolgál a cikkben szereplő információk forrásmegjelöléseként.